# Enrico Lionne
Enrico Lionne (pseudonyme d'Enrico della Leonessa), né le 15 juillet 1865 à Naples et mort le 6 juin 1921 dans la même ville, est un peintre et illustrateur italien.

## Biographie

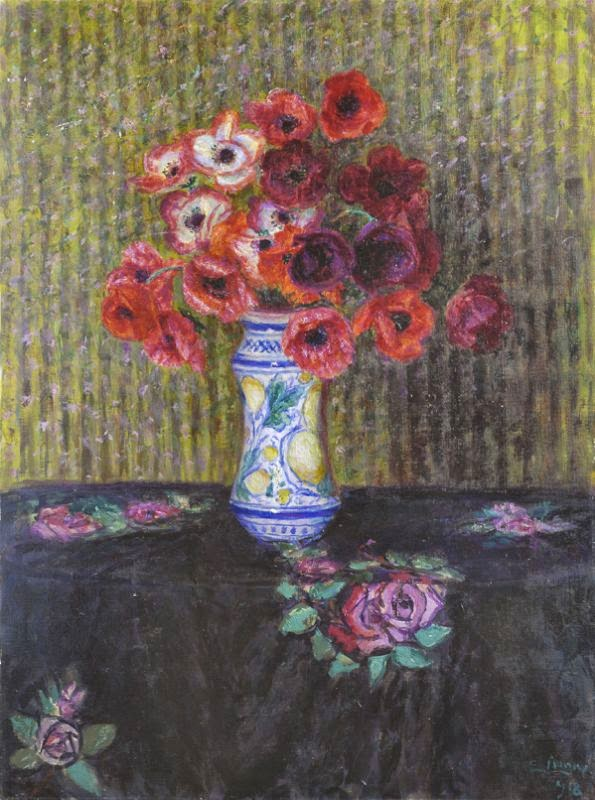

Enrico della Leonessa naît le 15 juillet 1865 à Naples. Enrico Lionne est le pseudonyme d'Enrico della Leonessa.
Il travaille d'abord à Rome comme illustrateur pour le Giornale di Roma, le Capitan Fracassa, le Don Chisciotte, etc. avec des dessins humoristiques.
Consacré à la peinture à partir 1895, il peint des scènes de genre et des portraits avec une technique divisionniste et une ironie voilée. Il représente principalement la vie du peuple romain.
Il travaille aussi à Naples.
Enrico Lionne meurt le 6 juin 1921 dans sa ville natale.

### Revue
- (it) Emporium, Vol. XL, n. 240, pp. 403-413, décembre 1914, Vittorio Pica, lire en ligne